# Hotel „Hutnik” w Stalowej Woli
Hotel „Hutnik” – najstarszy hotel w Stalowej Woli. Znajduje się w południowej części miasta przy ulicy ks. Prymasa Wyszyńskiego 12. Zaliczany jest do ciekawszych przykładów stylu art déco w Polsce, rozpowszechnionego w dwudziestoleciu międzywojennym. Zabytek wpisany do rejestru zabytków województwa podkarpackiego.

## Historia
Historia budowy „Domu Gościnnego Zakładów Południowych” wiążę się z powstaniem osiedla przyfabrycznego Zakładów Południowych. Miasto zostało zbudowane w stylu modernistycznym a część budynków administracyjnych powstała w reprezentacyjnym stylu art déco. Obiekt jako klub i hotel z restauracją miał spełniać funkcję reprezentacyjną zakładu i miasta. Budynek wzniesiono w stanie surowym w latach 1938–1939, w ówczesnej dzielnicy dyrektorskiej, jednak wybuch II wojny zatrzymał dalsze prace budowlane. Budowla przez okres wojny służyła jako magazyn. Po zakończeniu działań wojennych, w 1948 według zachowanych przedwojennych planów dokończono budowę budynku. Zachował swoje przeznaczenie i otrzymał nazwę Dom Gościnny „Hutnik”.

## Projekt
Projekt w stylu art déco, był dziełem prawdopodobnie architekta Jana Bitnego-Szlachty który zaprojektował Budynek Dyrekcji Naczelnej Huty Stalowa Wola. Plan zakładał wybudowanie dwukondygnacyjnego obiektu o nieregularnym kształcie. Zaprojektowany jako zamknięcie ówczesnej wschodniej części osiedla, na osi południe-północ, został ustawiony frontem w kierunku zachodnim. Fasada budynku została wkomponowała w wygląd architektoniczny z położonymi naprzeciwko budynkami - willami tzw. Osiedla Dyrektorskiego, tworząc spójną całość. Dach został wysunięty lekko do przodu i osadzony na prostokątnych loggiach. Elegancki wygląd reprezentacyjnej fasady budynku został nieco przełamany przez wysunięty fragment wejścia głównego, które posiada wklęsły lekko zaokrąglony kształt. Szczególnie interesująca jest architektura prawej, południowej strony budynku, tutaj ściana tworząc efektowny zaokrąglony łuk pod kątem 90 stopni, nadaje budynkowi ekspresyjności.
Wystrój budynku z elementami tego stylu to m.in. logie w fasadzie głównej, w holu i na pierwszym piętrze hotelu, graniaste pilastry przyścienne, czy wewnątrz holu schody hotelowe.  Wewnątrz, oprócz pokoi hotelowych zostało zaprojektowane miejsce na ekskluzywny klub i restaurację.  Nowoczesny styl bryły podkreślają przeszklenia w zaokrąglonym narożniku sali tanecznej. Posiada powierzchnię ok. 2121m².

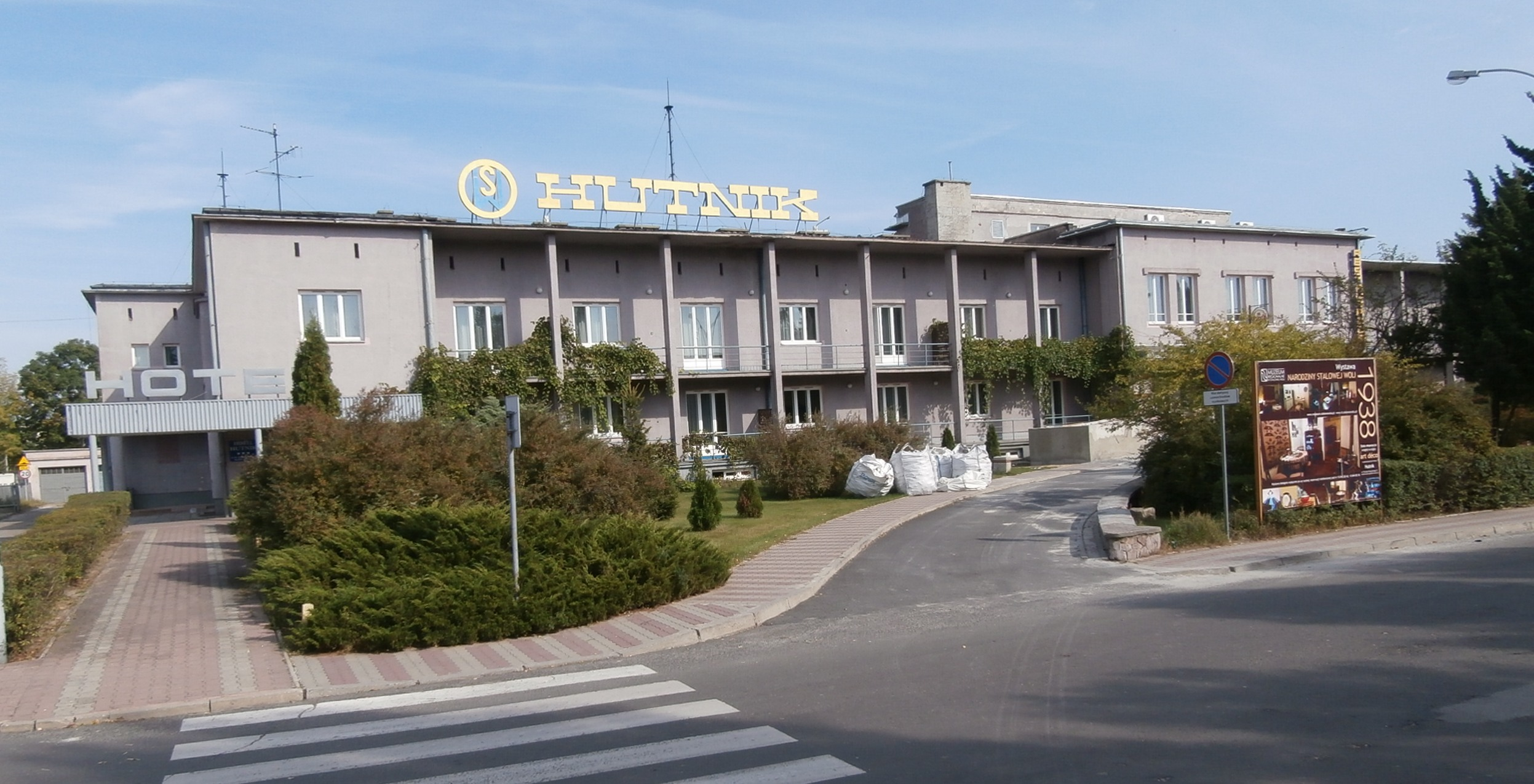
Hutnik - fasada północna

## Stan obecny
„Hutnik” był własnością Huty Stalowa Wola do 2006 roku kiedy obiekt kupiło Muzeum Regionalne w Stalowej Woli.
W 2025 hotel został przekazany na rzecz gminy Stalowa Wola, która zapowiedziała jego sprzedaż na rzecz innego podmiotu.